# Тямти
Тямти — деревня в Тюлячинском районе Татарстана. Входит в состав Большенырсинского сельского поселения.

## География
Находится в северо-западной части Татарстана на расстоянии приблизительно 18 км на юго-восток по прямой от районного центра села Тюлячи.

## История
Известна с 1680 года как Починок на пустоши Бахты Враг. Относится к населённым пунктам с кряшенским населением.

## Население
Постоянных жителей было: в 1782 году — 57 душ мужского пола, в 1859 году — 307, в 1897 году — 476, в 1908 году — 563, в 1920 году — 557, в 1926 году — 555, в 1938 году — 543, в 1949 году — 539, в 1970 году — 263, в 1979 году — 200, в 1989 году — 102, 46 в 2002 году (татары 93 %, фактически кряшены), 35 в 2010 году.